# Ceyzériat
Ceyzériat – miejscowość i gmina we Francji, w regionie Owernia-Rodan-Alpy, w departamencie Ain.

## Demografia
Według danych na styczeń 2012 r. gminę zamieszkiwało 3020 osób, a gęstość zaludnienia wynosiła 322,6 osób/km².

Populacja Ceyzériat w latach 1962–2008